# Срезневський Всеволод Ізмаїлович
Всеволод Ізмаїлович Срезневський (*29 травня 1867, Санкт-Петербург, Російська імперія — †29 червня 1936, Ленінград, РРФСР) — історик літератури, археограф, палеограф, бібліограф; член Історичного товариства імені Нестора-Літописця.

## Життєпис
Народився в родині вченого філолога-славіста, академіка Ізмаїла Срезневського, брат Б. І. Срезневського, В. І. Срезневського та О. І. Срезневської.
Навчався спочатку на факультеті східних мов, потім вивчав право в Петербурзького університеті. У 1890 закінчив його юридичний факультет з дипломом 1-го ступеня.
З 1891 р. працював в Імператорській публічній бібліотеці.
З 1893 р. перейшов на роботу в Бібліотеку Російської академії наук.
З 1901 р. став хранителем відділення слов'янських рукописів Бібліотеки російської АН і працював на тій посаді до виходу на пенсію в 1931 р.
Від 1906 р. — член-кореспондент у Відділенні російської мови і словесності Петербурзької АН; потім член-кореспондент РАН і АН СРСР.
Упорядник біо-бібліографічних матеріалів про І. Срезневського, співробітник журналу «Киевская Старина», співупорядник (разом з Ф. Покровським) праці «рос. Описание Рукописного Отделения Библиотеки Академии Наук» (І — III, 1910 —1930); дослідник творчості автора відомої пісні «Їхав козак за Дунай» Семена Климовського. Автор статей до енциклопедичного словника Брокгауза і Єфрона.